# Universidade de Sherbrooke

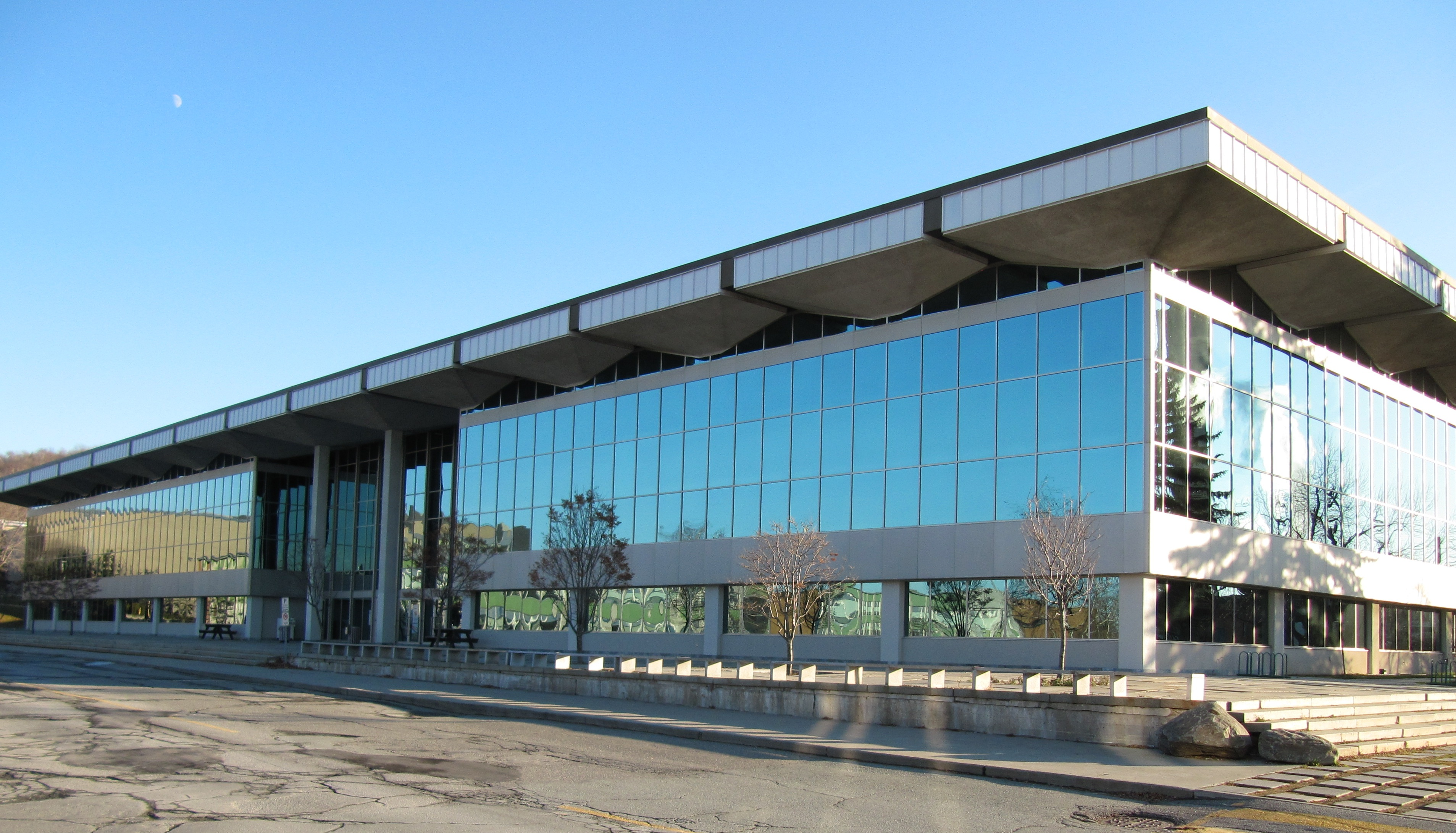
Georges-Cabana

A Universidade de Sherbrooke é uma instituição de ensino superior pública e católica localizada na província canadense de Quebec. Fundada em 1954, possui três campi: dois localizados em Sherbrooke e outro em Longueuil, um subúrbio de Montreal. É a única universidade de língua francesa da região de Estrie.
Em 2007, havia cerca de 35 mil estudantes matriculados em Sherbrooke.